# Lapsias guianensis
Lapsias guianensis är en spindelart som beskrevs av Lodovico di Caporiacco 1947. Lapsias guianensis ingår i släktet Lapsias och familjen hoppspindlar. Inga underarter finns listade i Catalogue of Life.